# Lepidodactylus vanuatuensis
Lepidodactylus vanuatuensis este o specie de șopârle din genul Lepidodactylus, familia Gekkonidae, descrisă de Ota, Fisher, Ineich, Case, Radtkey și Zug 1998. A fost clasificată de IUCN ca specie cu risc scăzut. Conform Catalogue of Life specia Lepidodactylus vanuatuensis nu are subspecii cunoscute.